# Copelatus nauclerus
Copelatus nauclerus är en skalbaggsart som beskrevs av Guignot 1939. Copelatus nauclerus ingår i släktet Copelatus och familjen dykare. Inga underarter finns listade i Catalogue of Life.